# L'Homme du large
L'Homme du large (ung. "det vida havets man") är en fransk dramafilm från 1920 i regi av Marcel L'Herbier. Den handlar om en bretonsk fiskarfamilj som fadern har beslutat att uppfostra till självständighet och gudsfruktan. Planen stöter på problem när sonen i familjen lockas av det dekadenta stadslivet. Förlaga är Honoré de Balzacs novell "Un drame au bord de la mer" från 1834. Filmen hade premiär 3 december 1920.

## Medverkande
- Jaque Catelain som Michel
- Roger Karl som Nolff
- Marcelle Pradot som Djenna
- Claire Prélia som La mère
- Charles Boyer som Guenn-la-Taupe
- Claude Autant-Lara som Un des copains
- Dimitri Dragomir som Un des copains
- Suzanne Doris som Lia
- Philippe Hériat som Le protecteur
- Lili Samuel som La lesbienne
- Georges Forois som Le pêcheur
- Pâquerette som La tenancière